# Augsburg (F-213)
L'Augsburg (pennant number F-213 e secondo la designazione NATO: FGS Augsburg) è stata una fregata missilistica di classe Bremen, prima nave della Deutsche Marine a prendere il nome dalla città di Augusta, Baviera.
Il contratto di costruzione venne assegnato alla Bremer Vulkan di Brema e l'impostazione della chiglia avvenne il 4 aprile 1987. Il 17 settembre dello stesso anno avvenne il varo ed entrò in servizio il 3 ottobre 1989. È stata radiata il 30 giugno 2019, dopo quasi 30 anni di servizio attivo.

## Storia
Dopo essere stata sottoposta a prove in mare, l'Augsburg entrò in servizio il 3 ottobre 1989 e assegnata alla 2. Fregattengeschwader. In seguito, 9 gennaio 2006, venne trasferita alla base navale di Wilhelmshaven come parte del 4. Fregattengeschwader, un componente dell'Einsatzflottille 2.
Dal 3 aprile al 30 agosto 2013 l'Augsburg, comandata dal Fregattenkapitän Bernhard Veitl, trascorse cinque mesi e mezzo in mare a sostegno dell'operazione Atalanta, missione diplomatico-militare di sicurezza marittima dell'Unione europea contro la pirateria al largo delle coste della Somalia.
L'11 febbraio 2014 la fregata classe Bremen partì da Wilhelmshaven con le fregate Mecklenburg-Vorpommern e Hamburg, la corvetta Oldenburg e la nave da rifornimento marittimo Frankfurt am Main per prendere parte all'addestramento e alle esercitazioni annuali della marina. Esse si conclusero a Kiel il 20 giugno dello stesso anno, periodo durante il quale le navi effettuarono manovre fino al Circolo Polare Artico e a sud fino all'Equatore, visitando 13 porti in nove paesi.
Il 9 aprile 2014 l'Augsburg lasciò il gruppo di esercitazioni di addestramento per andare a servire come scorta per la nave portacontainer statunitense MV Cape Ray nel Mediterraneo orientale. La nave trasportava armi chimiche siriane destinate alla loro distruzione in seguito agli accordi internazionali del settembre 2013.
Il 20 novembre 2015 la fregata tedesca salpò da Wilhelmshaven insieme alla nave di rifornimento marittimo Berlin per prendere parte all'operazione Sophia, prima operazione militare di sicurezza marittima lanciata dall'Unione europea, nel Mediterraneo. Fu sollevata da questo incarico il 3 dicembre quando venne sostituita dal cacciamine Weilheim. Tre giorni dopo, il 6 dicembre, l'Augsburg si schierò come scorta per la portaerei francese Charles de Gaulle durante le sue operazioni contro il gruppo terroristico dello Stato islamico dell'Iraq e del Levante (ISIS). Abbandonò la de Gaulle l'11 marzo, quando il suo equipaggio ottenne la Médaille d'Outre-Mer dalla repubblica francese per il suo servizio. Tornò alla base navale di Wilhelmshaven il 24 marzo 2016. Pochi mesi dopo, il 30 agosto eseguì un'ulteriore dispiegamento nel Mediterraneo con il gruppo da battaglia della Charles De Gaulle in operazioni anti-ISIL. Lasciò il carrier battle group il 14 novembre per effettuare pattugliamenti. Successivamente, prima di tornare a Wilhelmshaven il 25 novembre 2016, partecipò per quattro giorni all'operazione di sorveglianza marittima della NATO Sea Guardian.
Il 17 settembre 2018 l'Augsburg salpò da Wilhelmshaven per sostituire il tender Mosel nell'operazione Sophia. Il cambio di testimone avvenne nel porto di Cagliari il 26 settembre. Dopo cinque mesi l'Augsburg tornò al porto di origine.

### Destino finale
Il 18 dicembre 2019 la nave è stata radiata dopo un periodo di servizio di oltre 30 anni e circa dopo aver percorso 767.000 miglia nautiche.

## Comandanti
Lista di comandanti del FGS Augsburg e relativa data di assunzione del comando:
1. Fregattenkapitän Friedrich Tile von Kalm: 1 ottobre 1988;
2. Fregattenkapitän Burkhard Poost: 26 settembre 1991;
3. Fregattenkapitän Lorenz Hamann: 29 giugno 1993;
4. Fregattenkapitän Günter Kramer: 4 gennaio 1996;
5. Fregattenkapitän Joachim Geffers: 29 giugno 1998;
6. Fregattenkapitän Henry W. A. Grove: 12 gennaio 2001;
7. Fregattenkapitän Ralph Grabow: 7 aprile 2003;
8. Fregattenkapitän Frank H. P. Hünten: 26 settembre 2005;
9. Fregattenkapitän Christoph Mecke: 12 settembre 2008;
10. Fregattenkapitän Bernhard Veitl: 22 giugno 2010;[8]
11. Fregattenkapitän Jörg Mascow: 19 settembre 2013;
12. Fregattenkapitän Marco Taedcke: 13 maggio 2016;
13. Fregattenkapitän Mathias Rix: 3 settembre 2018.[9]

## Galleria d'immagini

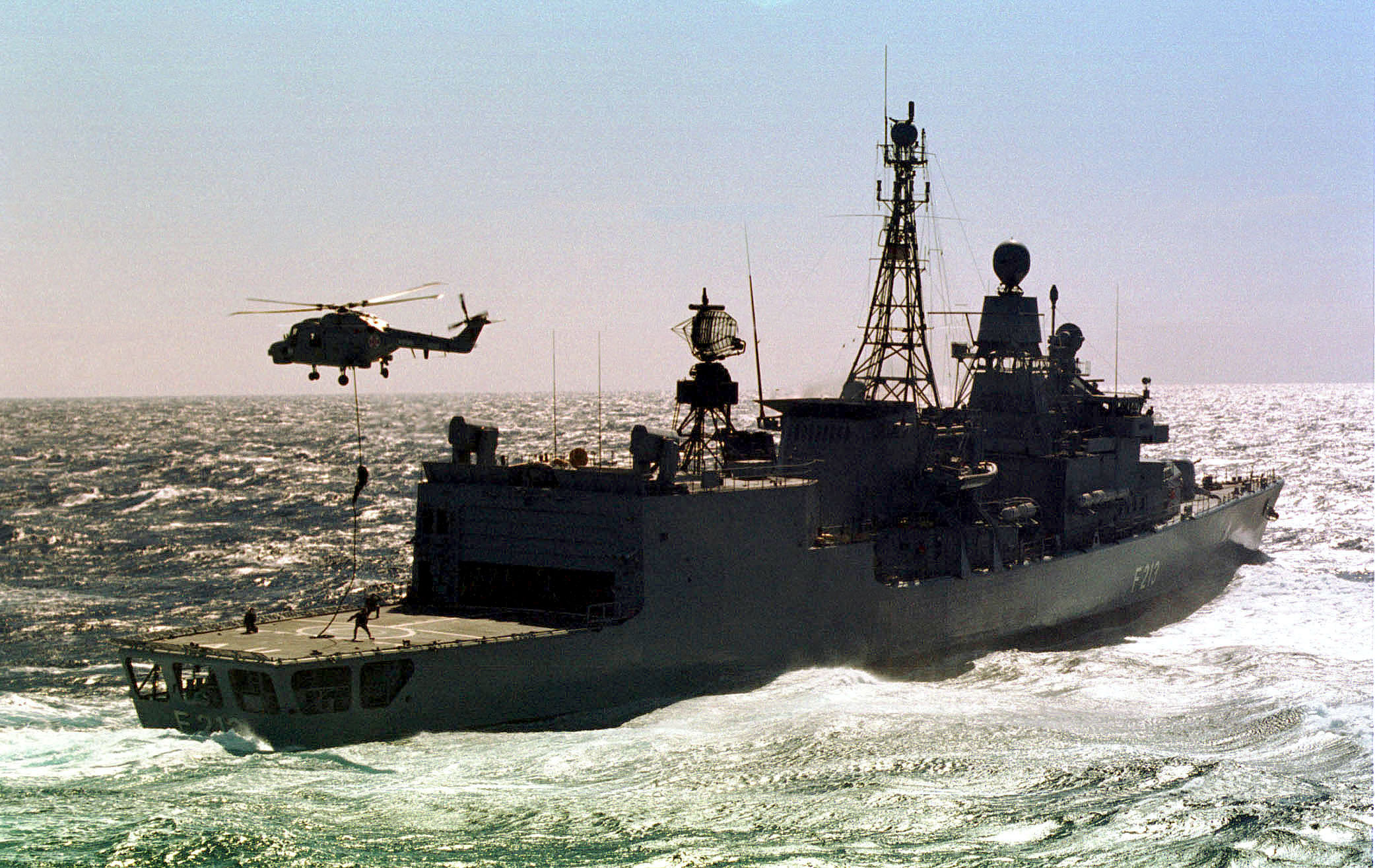
L'Augsburg durante l'esercitazione congiunta Strong Resolve 98, marzo 1998.
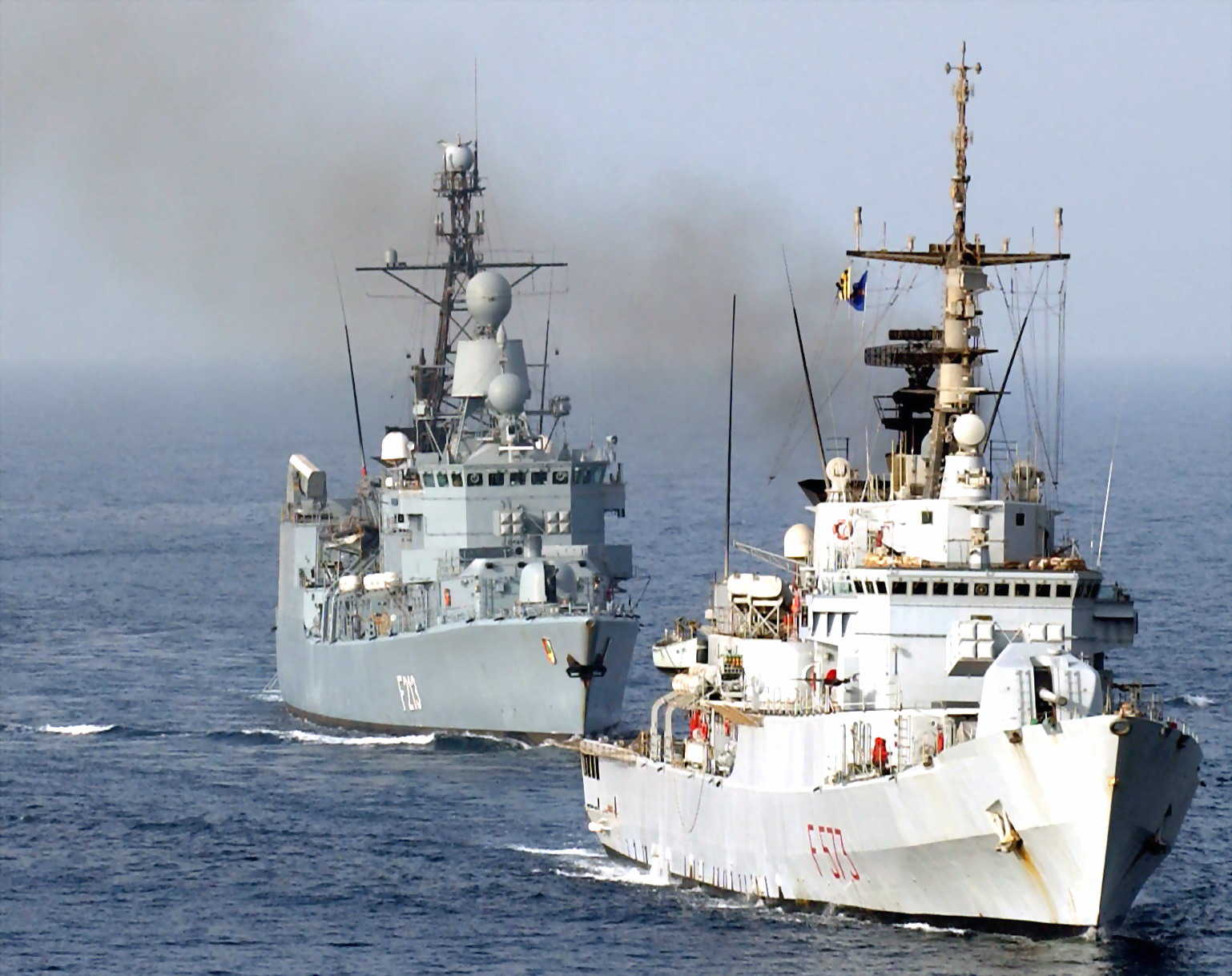
In primo piano, la fregata italiana Scirocco, seguita dall'Augsburg, nel golfo di Oman durante la guerra in Iraq, maggio 2004.
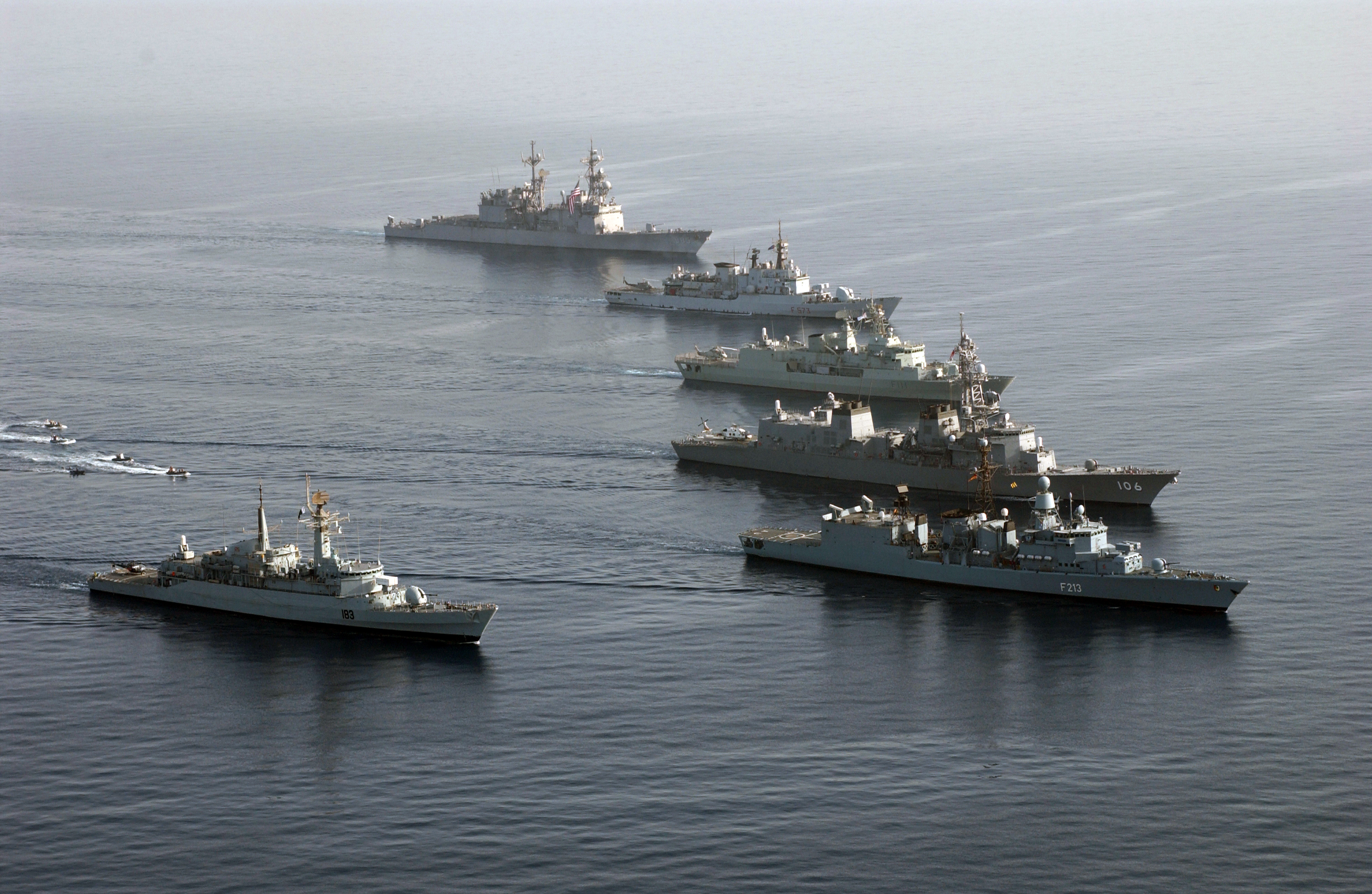
Navi del Combined Task Force One Five Zero (CTF-150) nel golfo di Oman durante la guerra in Iraq, maggio 2004. Dall'alto verso il basso: il cacciatorpediniere americano USS Cushing, la fregata italiana Scirocco, la fregata neozelandese HMNZS Te Mana, il cacciatorpediniere giapponese JS Samidare, l'Augsburg e, in basso a sinistra, la fregata pakistana PNS Khaibar.
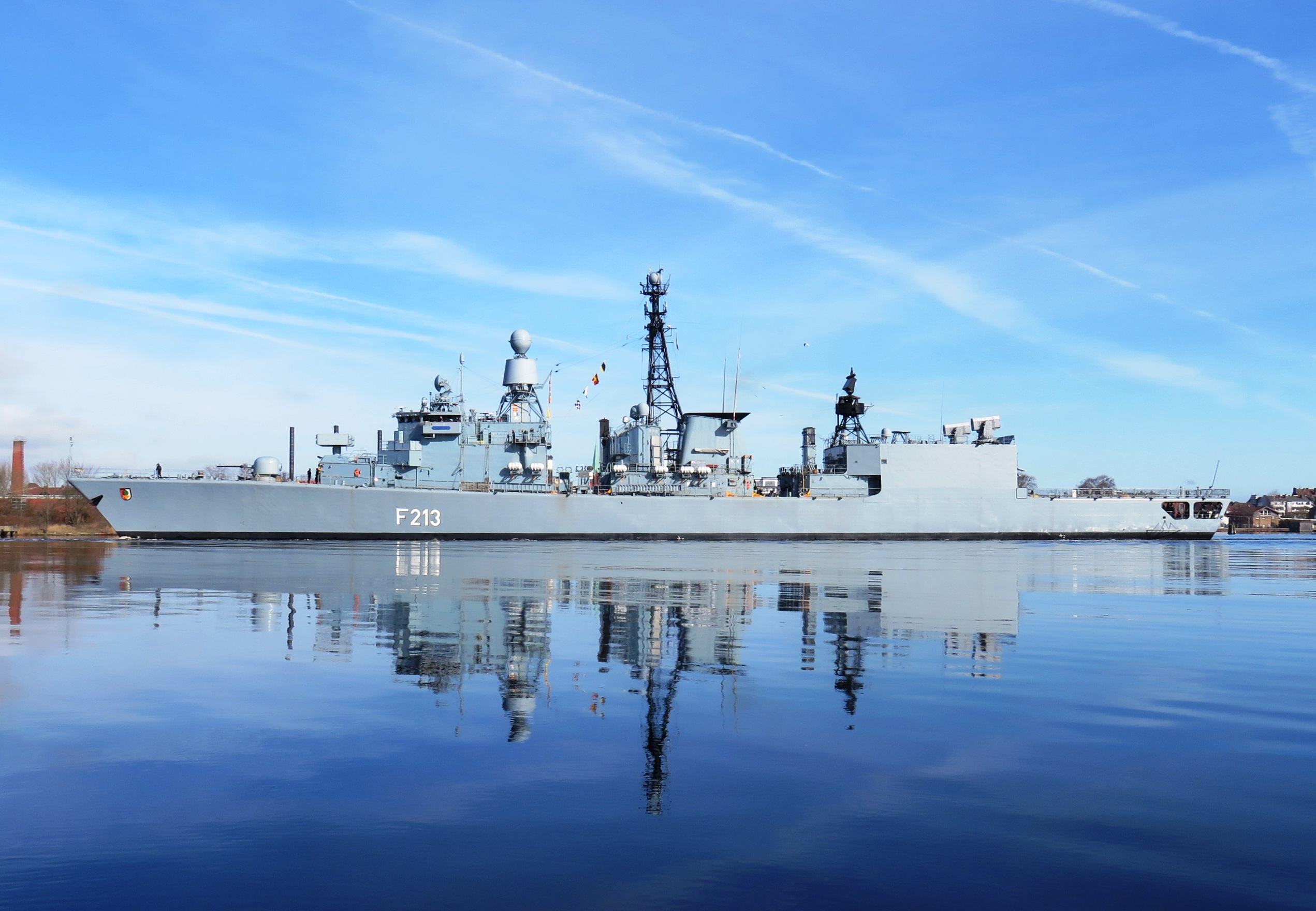
L'Augsburg ormeggiato nella base navale di Wilhelmshaven, marzo 2015.
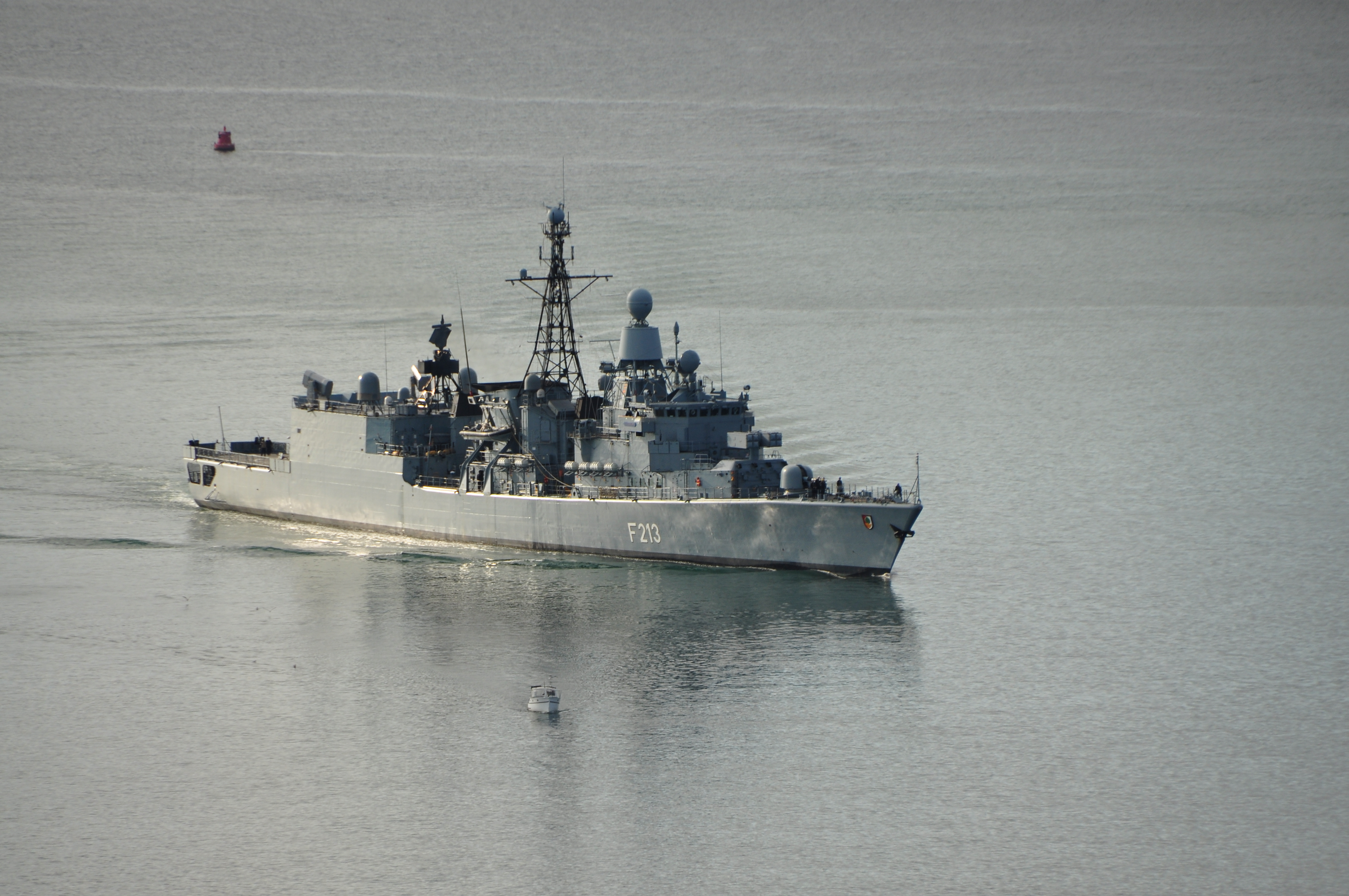
L'Augsburg a Plymouth Sound, ottobre 2015.